# Мермер (митологија)
Мермер (грч. Μέρμερος [] — Мермерос, лат. Mermerus — Мермерус) је у грчкој митологији било име више личности. 

## Етимологија
Име Мермер има значење „потиштен бригом“.

## Митологија
1. Феров син, унук Јасона и Медеје. Био је вешт у справљању отрова[2], које је после поседовао његов син Ил.[3] Такође, писало се да је од баке наследио способност да буде добар трговац.[4] Имао је и кћерку Ефиру.[2]
2. Син Јасона и Медеје, кога су још звали и Мормор или Макареј. Њега и његовог брата је у наступу љубоморе убила њихова мајка у Коринту. Паусанија наводи да је погинуо или док је ловио лавове[2] или су га Корићани каменовали до смрти, озлојађени због убиства Глауке и Креонта.[1]
3. Овидије спомиње Мермера у својим „Метаморфозама“ као једног од кентаура.[2]
4. У Хомеровој „Илијади“ је поменут јунак Мермер који је погинуо у тројанском рату.[5]